# Monaster Nowospasski
Monaster Nowospasski – stauropigialny prawosławny klasztor w Moskwie, powstały w 1330.

## Historia

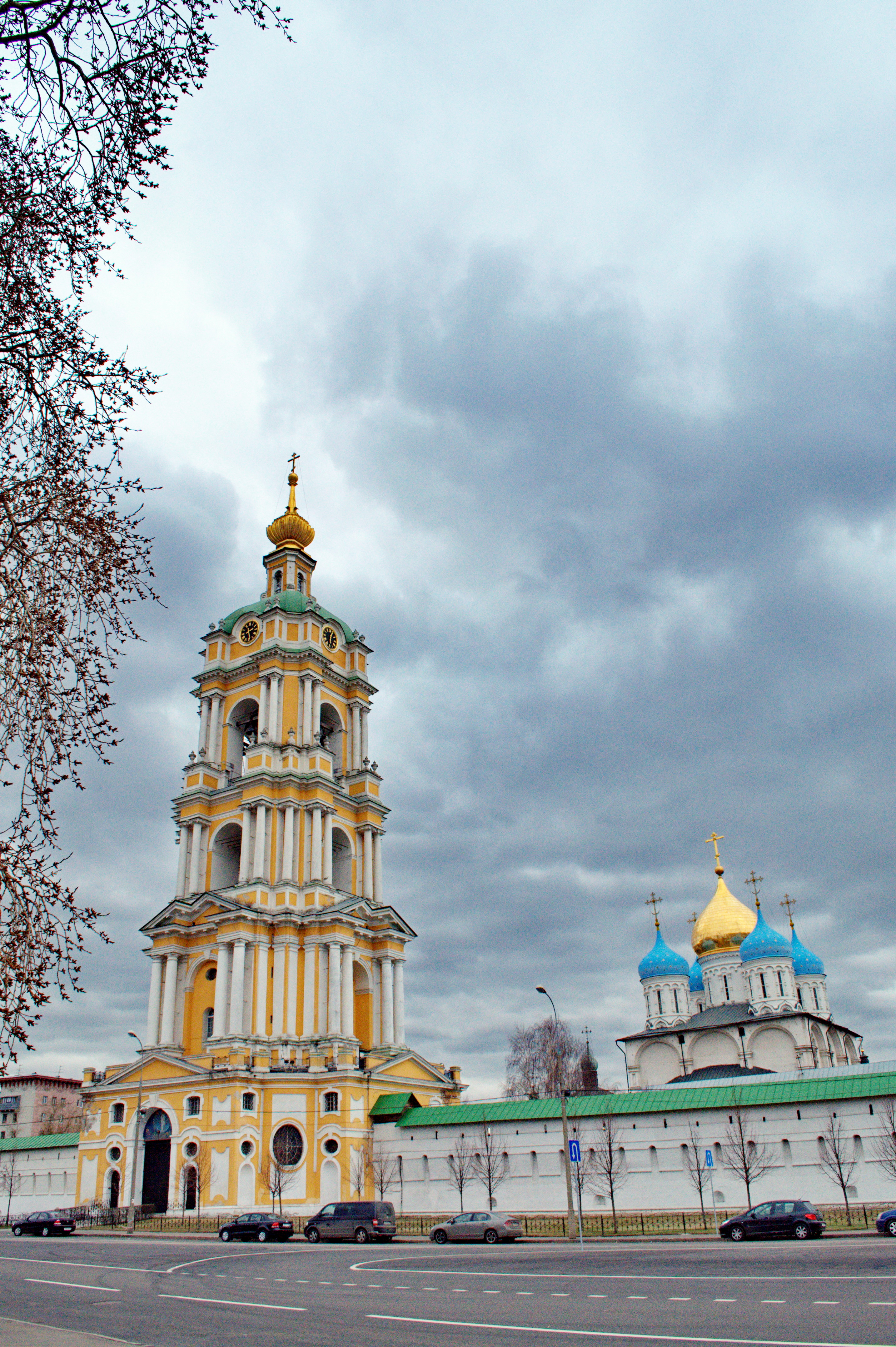
Monaster współcześnie (2013)

Monaster Nowospasski jest kontynuatorem tradycji Monasteru Spasskiego (Chrystusa Zbawiciela), powstałego w 1330 w obrębie Kremla moskiewskiego. Jego pierwszymi mieszkańcami byli mnisi sprowadzeni z Monasteru Daniłowskiego. W 1462, w czasie przebudowy obiektów wchodzących w skład Kremla, wspólnota monastyczna otrzymała nową siedzibę, nazwaną Monasterem Nowospasskim. W latach 1491–1496 został wzniesiony główny sobór na potrzeby nowego kompleksu klasztornego. Od XVI w. sobór ten był tradycyjnym miejscem pochówków członków rodziny Romanowów. W latach 20. XVII w. w kompleksie klasztornym zbudowany został pałac biskupi, który został rezydencją patriarchy moskiewskiego i całej Rusi Filareta. Po 1630 z polecenia cara Michała I Romanowa monaster został otoczony murami obronnymi z basztami, strzelnicami i stanowiskami dla armat i muszkietów. Ich łączna długość przekracza 500 metrów, mają one dwa metry grubości i 7,5 metra wysokości. W latach 40. XVII w. powstały również nowe budynki mieszkalnego z celami dla mnichów. W 1645 archimandryta Jonasz zainicjował rozbiórkę soboru z XV wieku, który zastąpiono nową, potężniejszą świątynią z pięcioma kopułami; budowę zakończono już w czasie sprawowania urzędu przez następcę Jonasza Nikona. Wnętrze soboru zostało udekorowane freskami. Obok wizerunków świętych wykonujący dekorację malarze umieścili postacie Homera, Orfeusza, Platona oraz innych filozofów i twórców antycznych. Umieszczając ich wizerunki poniżej postaci świętych, pragnęli ukazać niższość osiągnięć cywilizacji pogańskich w porównaniu z chrześcijaństwem. Gotowa cerkiew, pod wezwaniem Przemienienia Pańskiego, została poświęcona 19 września 1649. W roku następnym książę Czerkasski ufundował dla klasztoru cerkiew św. Mikołaja, zaś w latach 1673–1675 powstała cerkiew Opieki Matki Bożej.
W latach 1758–1784 z przerwami wywołanymi brakiem funduszy wznoszona była, według projektu Iwana Żerebcowa, dzwonnica monasterska, której architektura naśladuje wygląd dzwonnicy ławry Troicko-Siergijewskiej. Łączna wysokość wieży to 78 metrów. W latach 1791–1795 w północno-zachodnim narożniku murów obronnych soboru wzniesiono, na miejscu starszej cerkwi, cerkiew Ikony Matki Bożej „Znak”, służącą jako kaplica grobowa rodziny Szeremetiewów. Jej projektantem był J. Nazarow. Inne rosyjskie rodziny szlacheckie posiadały swoje grobowce na cmentarzu rozciągającym się w sąsiedztwie monasteru. 
W 1918, po rewolucji październikowej, władze bolszewickie zmieniły monaster w więzienie. Następnie klasztor mieścił izbę wytrzeźwień, mieszkania i instytut sztuki. Został zwrócony Rosyjskiemu Kościołowi Prawosławnemu w 1991 i od tego czasu ponownie jest czynnym monasterem męskim.